# La Sphère du monde
La Sphère du monde (titre original en moyen français : L'Esphere du Monde) est une œuvre de cartographie élaborée en 1549 par Oronce Fine, et dédiée au roi Henri II. Elle est écrite en français, bien que la première version ait été écrite en latin en 1542. L'ouvrage présente la particularité de présenter le continent Antarctique.

## Contexte historique
À l'époque où fut conçue l'œuvre, les cartographes des divers pays européens et du Moyen-Orient devaient faire preuve d'intelligence et d'habileté pour acquérir des informations vitales pour le commerce et la connaissance ; en particulier étant donné que l'Espagne et le Portugal gardaient le secret absolu sur leurs découvertes, utiles pour obtenir des matériaux et évangéliser les peuples natifs. Ainsi, les cartographes faisaient cas des rumeurs qui provenaient de pirates, marins ou autres, en espérant que leur imagination ne leur créent pas de problèmes.

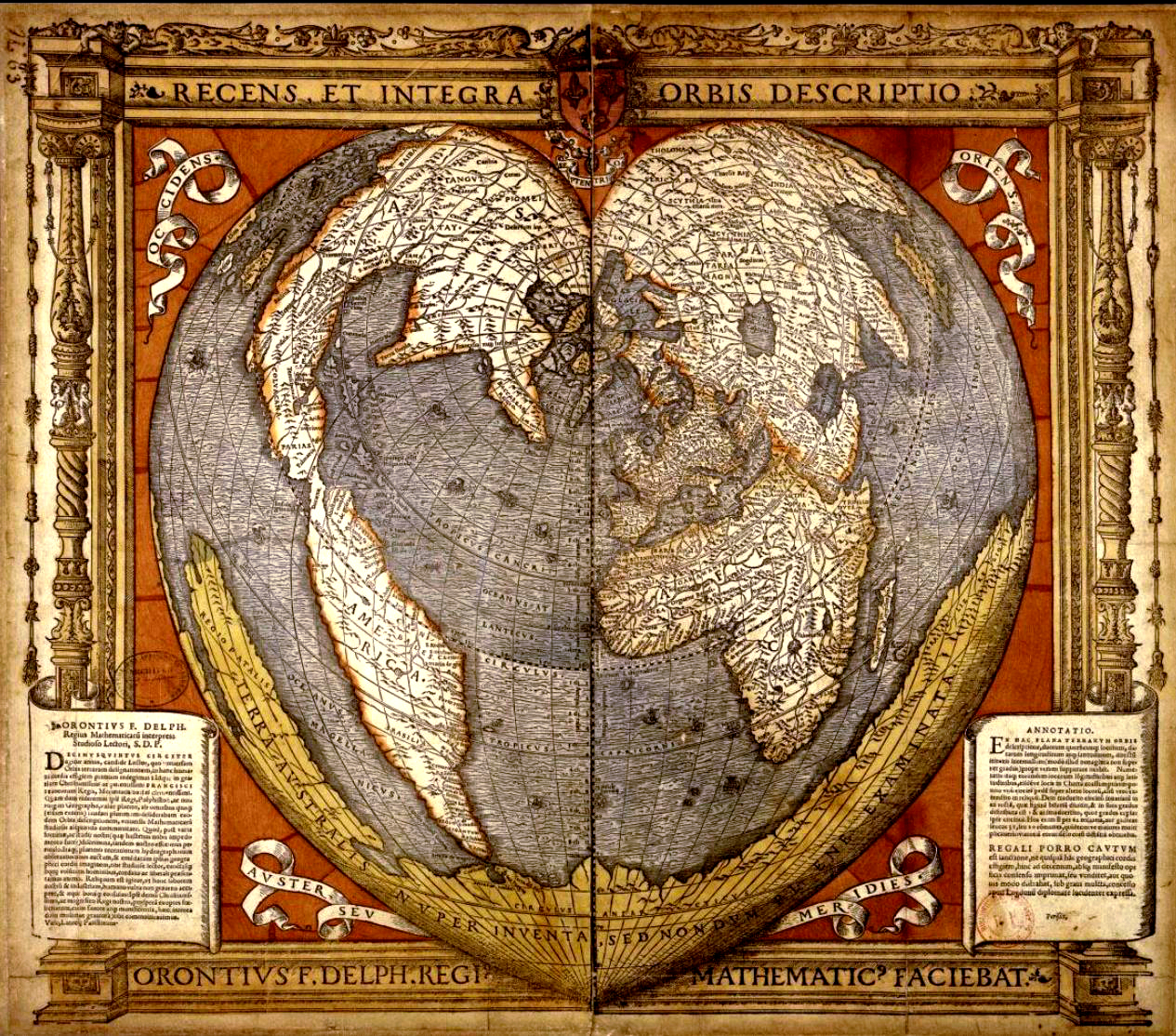
Mappemonde en forme de cœur montrant la Terre australe. Paris, 1536.

Les précisions sur de nouveaux territoires se mettaient à jour constamment, jusqu'à ce que plusieurs affirmations firent état d'une masse terrestre dans l'hémisphère sud appelée Terra Australis Incognita devait équilibrer les terres de l'hémisphère nord, ce qu'affirmaient également d'autres experts tels que Copernic et Mercator. C'est alors qu'Oronce Fine créa une projection pseudo-conique qui devint populaire au XVIe siècle avant d'être abandonnée. La forme pseudo-conique de Fine est en réalité un planisphère en forme de cœur, qu'a découvert Charles Hapgood dans la Bibliothèque du Congrès à Washington (États-Unis), aux côtés d'autres cartes de l'époque qu'il a réunies dans son livre Les Cartes des anciens rois de la mer.

## Cartographies précises de Fine
Le contenu général de l'œuvre cartographique du mathématicien français Oronce Fine consiste à illustrer les territoires de l'époque de la Renaissance européenne. Les territoires d'alors sont ceux qui sont découverts par Christophe Colomb et par les autres explorateurs, y compris des parties importantes de l'Amérique, sa connexion avec l'Antarctique en liant la Terre de Feu et la Péninsule Antarctique qui daterait de la dernière glaciation. Ainsi, Fine met à jour les cartes du géographe égyptien Ptolémée.
L'une des curiosités d'Oronce Fine est la description mystérieuse de l'intérieur antarctique, qui donne une superficie supérieure aux 14 107 637 km2 actuels et est dépourvu de glaces (excepté au centre), de rivières, de montagnes et d'îles, ce qui a été corroboré par des scientifiques tels que Richard Byrd en 1949, quand il a étudié la paléobiologie et la paléoclimatologie du continent, avec cependant le désavantage qu'il manquait la Péninsule Palmer et l'exagération du 80e parallèle sud.
Ainsi, peu après qu'Oronce Fine a représenté le continent Antarctique, Mercator (en 1538), Ortelius (en 1559) et Hadji Ahmet (en 1587) mettent à jour les zones découvertes, telles que la Terre de Feu.
Aux côtés de Cosmographie de Petrus Apianus, de la Sphère de Joannes de Sacrobosco et de la Théorique des Cieux d'Oronce Fine, cet ouvrage constitue une des bases de l'enseignement cosmographique au XVIIe siècle.

## Incipit et dédicace au roi Henri II
L'édition originale du livre contient un incipit qui dédie l'ouvrage au roi de France Henri II :

« L'Esphere du Monde

proprement dicte Cosmographie,

contenant la première partie de l'astronomie,

et les principes unniversels de la geogra-

phie et hydrographie : Composee

nouvellement en francois, A

honneur du tres chrestien

Roy de France,

Henri Second

de ce nom »

— Oronce Fine, L'Esphere du Monde, 1549
Cet incipit, également utilisé comme nom complet de l'œuvre, est suivi d'un « epistre, touchant la dignité, perfection et utilité 
des sciences mathematiques », qui contribua à la diffusion des mathématiques et de son importance :

« Sont les clefz de tout perfet savoir, 

Oncques vivant ne fait son bon devoir 

A les aimer (...) 

Il est donc cler que les mathématiques 

Tres nobles sont perfettes, authentiques 

et le miroer de toute certitude: 

Car tous les ars nobles ou mechaniques 

D'elles ont prins leurs cours et habitudes 

Ce que voyant Main homme d'estude, 

Tous autres arts il souhaitta semblables 

Aux susdittes, tant les trouva feable 

(...) 

Ou encore cette ingenuité par laquelle nous apprenons que

Platon qui fut homme de grand mémoire 

Laissant souvent le manger et le boire 

Pour contempler ces nobles disciplines (...) »

— Oronce Fine, L'Esphere du Monde, 1549